# Чернокурья
Чернокурья — село в Карасукском районе Новосибирской области. Административный центр Чернокурьинского сельсовета.

## География
Площадь села — 89 гектаров

## Население
| 2002 | 2007 | 2010 |
| ---- | ---- | ---- |
| 750  | ↘714 | ↘643 |

## История
Основано в 1803 г. В 1928 г. состояло из 247 хозяйств, основное население — русские. Центр Черно-Курьинского сельсовета Черно-Курьинского района Славгородского округа Сибирского края. С 1925 по 1929 годы районный центр Чернокурьинского (с 1933 г. — Карасукский) района.

## Инфраструктура
В селе по данным на 2014 год функционируют 1 учреждение здравоохранения, 1 образовательное учреждение.